# Pelargonium suburbanum

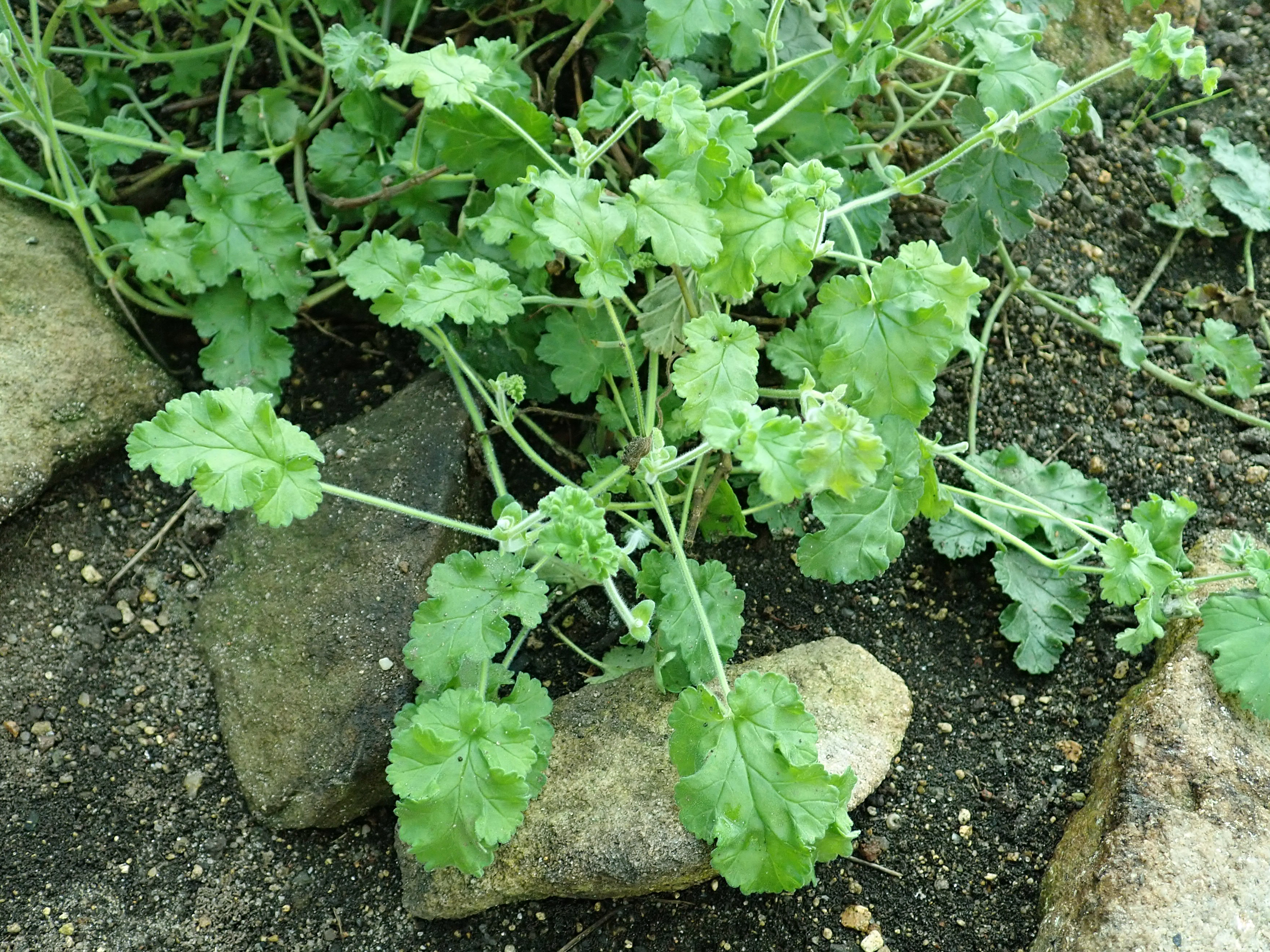
Pelargonium suburbanum suburbanum.

Pelargonium suburbanum är en näveväxtart. Pelargonium suburbanum ingår i släktet pelargoner, och familjen näveväxter.

## Underarter
Arten delas in i följande underarter:
- P. s. bipinnatifidum
- P. s. suburbanum